# Vrtec
Vrtec je vzgojno-izobraževalna ustanova za vzgojo in varstvo predšolskih otrok. Tu delajo vzgojitelji, ki skrbijo za otroke medtem, ko so njihovi starši v službi. Otroci so v vrtcih razdeljeni v starostne skupine. V vrtcih se najmlajši otroci igrajo z igračami, ki so primerne njihovi starosti, otroci, ki pa so malce starejši, pa se igrajo tudi v peskovnikih in na igralih, kot je na primer gugalnica. Večina otrok se tu nauči, kako jesti s priborom in kako brez pomoči drugih hoditi na stranišče.